# Дефранс, Леонар
Леонар Дефранс (фр. Léonard Defrance, 5 ноября 1735, Льеж — 22 февраля 1805, Льеж) — валлонский художник, живший и работавший в Льежском архиепископстве (ныне Бельгия), а также в Италии и на юге Франции. Во время Великой французской революции участник движения Просвещения, борец с религиозностью населения. Один из первых живописцев индустриальной тематики.

## Жизнь и творчество

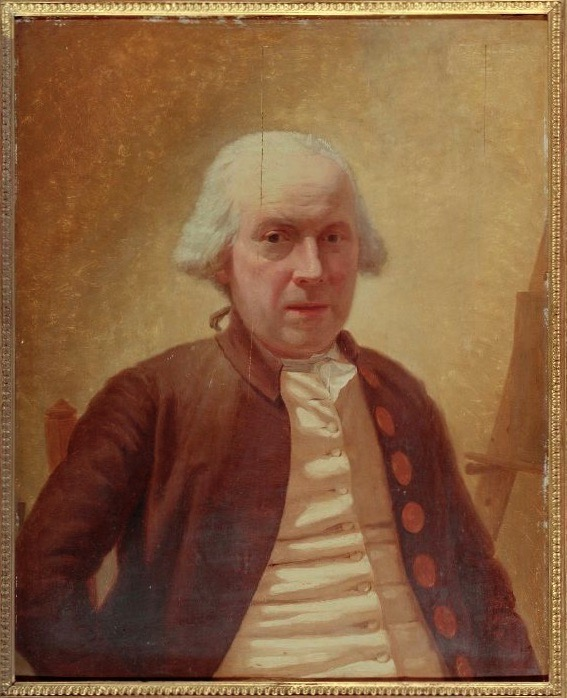
Леонар Дефранс. Автопортрет (1789)

Сын трактирщика, второй из одиннадцати детей в семье. В возрасте 19 лет начал изучать церковную и историческую живопись под руководством Жана-Батиста Коклера (1696—1772) в Льеже. Получив учебную стипендию, в 1754 году уехал в Рим, занимался во Французской римской академии. В 1758 году за свои рисунки обнажённой натуры получил второй приз академии св. Луки. В Италии находился под творческим влиянием художника-жанриста Гаспаре Траверси. В Риме подружился с французским живописцем Жаном-Оноре Фрагонаром (1732—1806), под влиянием которого написал несколько эротических полотен. В 1760 году художник приехал в Монпелье на юге Франции. Здесь он преподавал рисунок офицерам местного гарнизона, в 1761—1763 годах живл и работал в Тулузе. В 1765 году женится в Льеже на своей кузине Мари-Жанне Жоассен. В эти годы он написал ряд картин на религиозную тематику. В 1773 году Дефранс, совместно с пейзажистом Никола-Анри де Фассеном (1728—1811), совершил поездку в Амстердам, где изучал голландскую живопись. В 1778—1784 годы он возглавляет Королевскую академию искусств в Льеже. Участвовал и движении Просвещения интеллектуальных групп Льежа, в выставке основанного в 1779 году «Общества свободных соревнований» (Société libre d’Émulation), в выставках парижских салонов, куда часто выезжал.
Наряду с такими художниками, как Луи Жан-Жак Дюрамо (1733—1796), Джозеф Райт оф Дерби (1734—1797) и Пер Хиллестрём (1732—1816), Леонар Дефранс является одним из первых мастеров, писавших картины на производственные темы. Первые заказы в этой области он получил от льежского архиепископа, желавшего при помощи этих работ увеличить добычу и продажи каменного угля, добываемого в регионе (в частности, в ставшие незадолго до этого независимыми от Англии США).
В 1789 году художник участвовал в Льежской революции; после её подавления австрийскими войсками в 1791—1793 годах бежал во Францию. После занятия Льежского архиепископства Францией возглавлял разрушение считавшегося символом клерикализма готического собора св. Ламберта в Льеже. В то же время Дефранс с подозрением относился к французскому консулату Бонапарта, в связи с чем ушёл в 1797 году из административного управления новообразованного департамента Урте, занявшись преподаванием в местной школе. В 1803 году Наполеон посетил Льеж, и в 1804 по его указу разрушенный собор св. Ламберта был восстановлен. Скончался Дефранс вследствие осложнений, вызванных астмой.

## Галерея

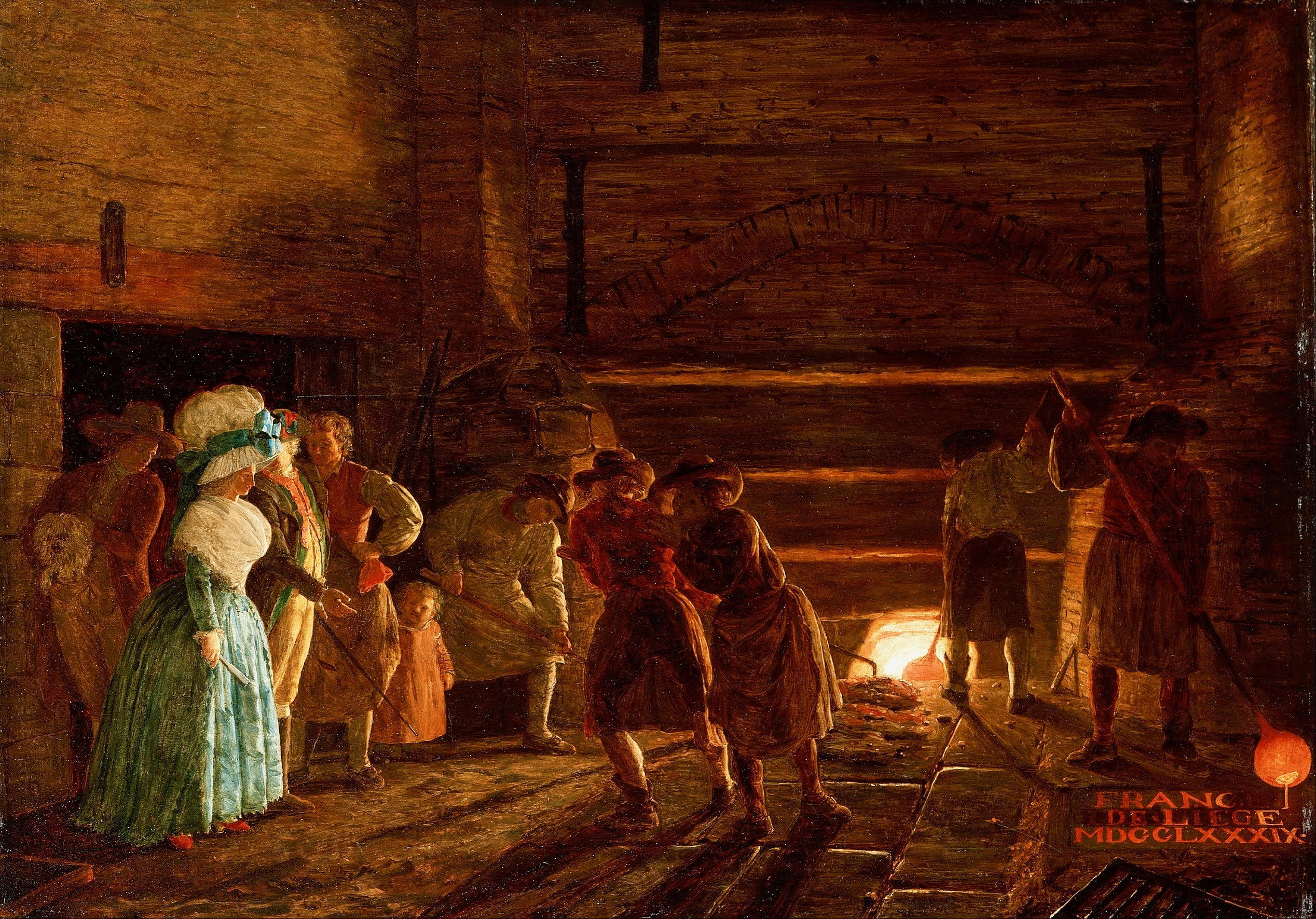
Стеклодувная мастерская, (1789)
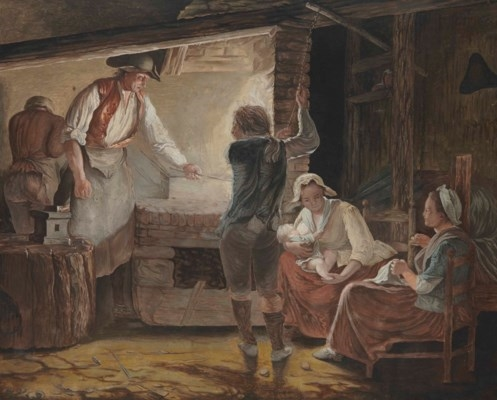
Кузнец с кормящей матерью
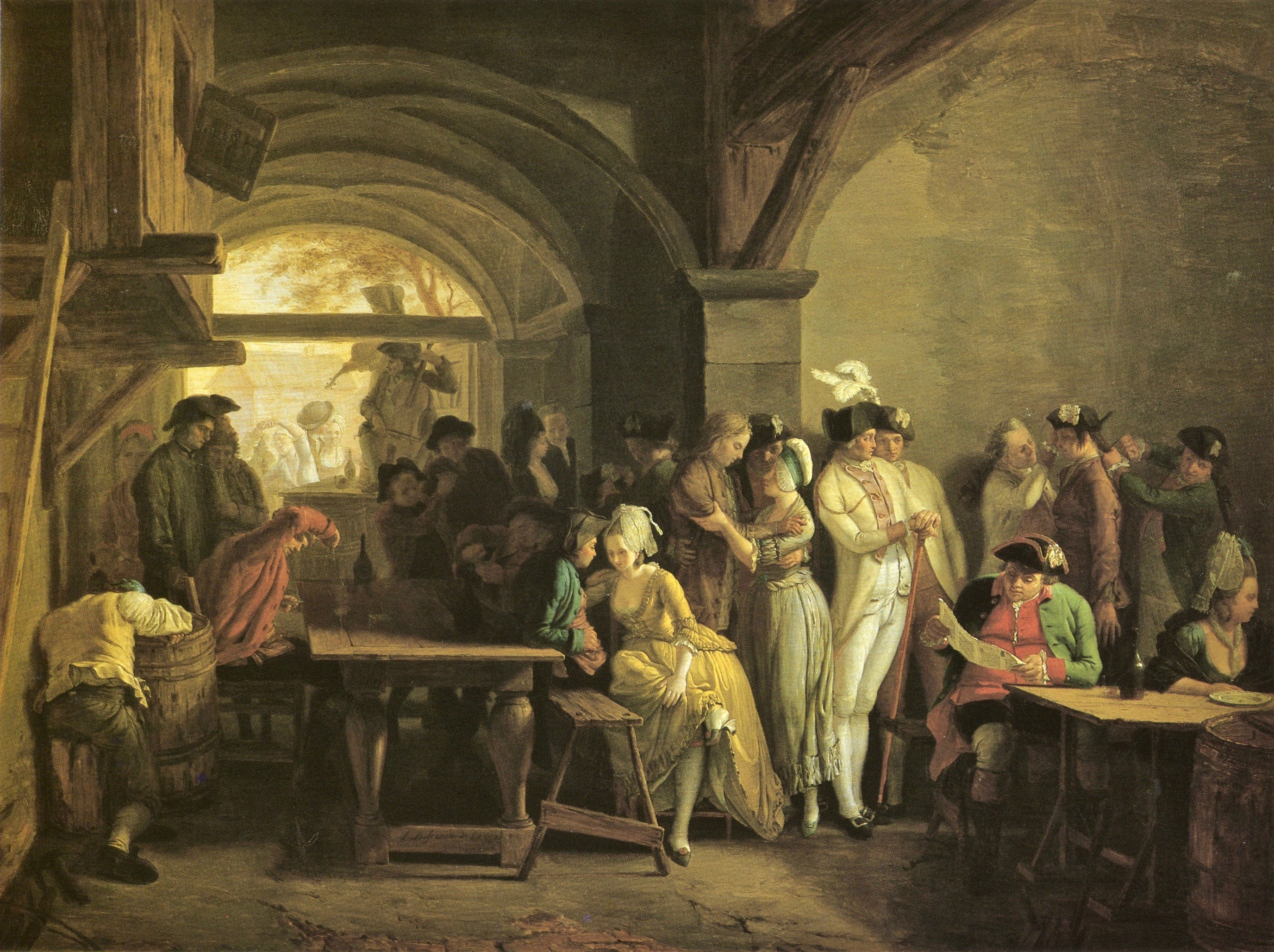
Вербовка в солдаты, (1780 -е годы)
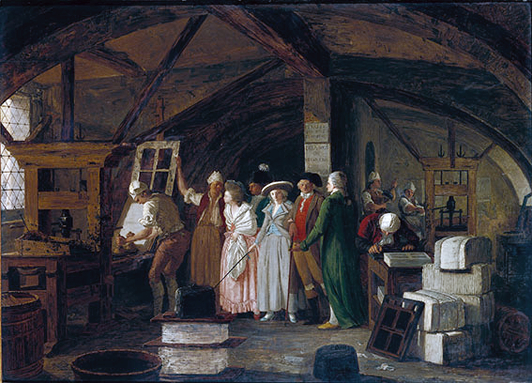
Посещение типографии (после 1782)
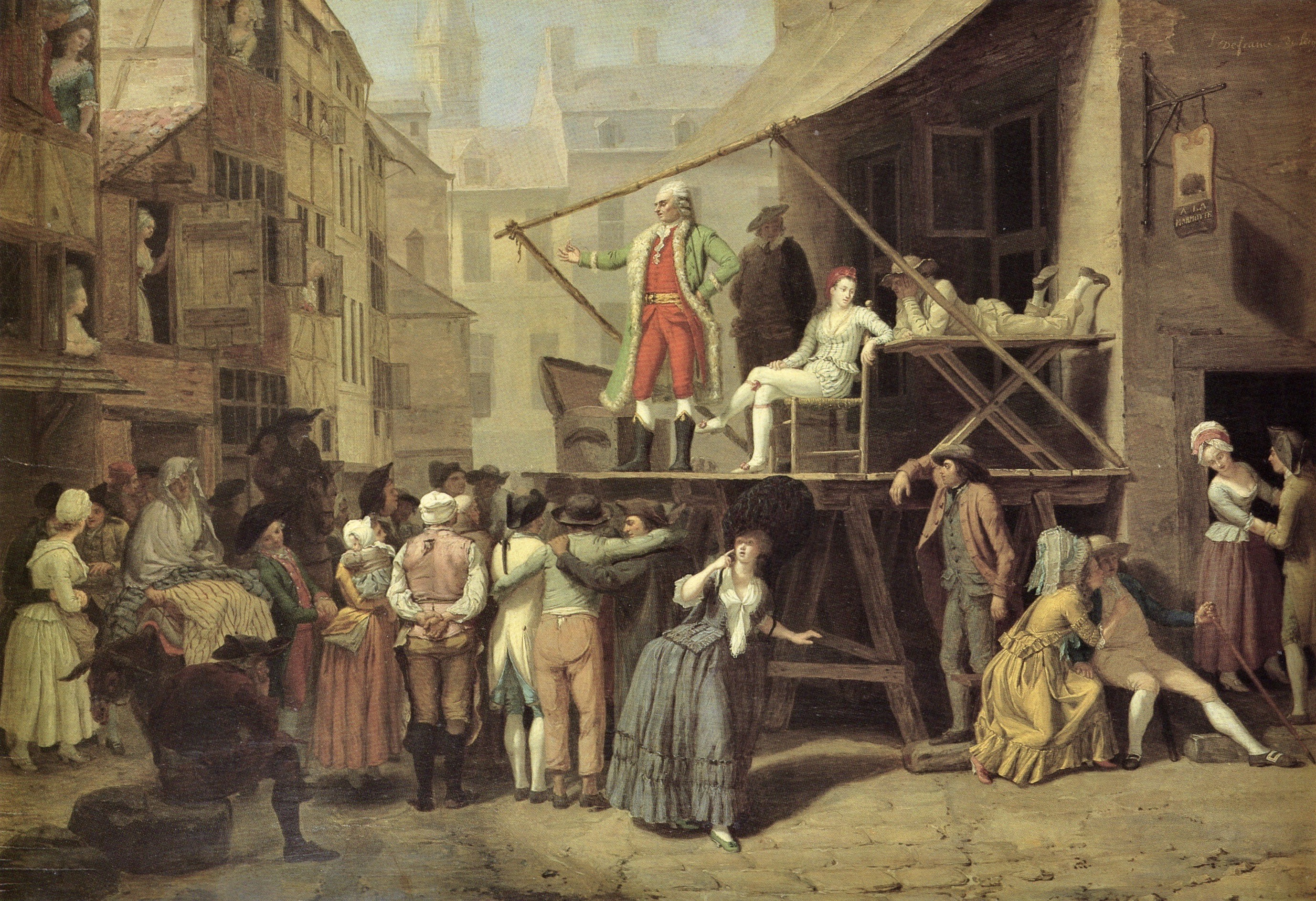
Шарлатан, (ок. 1784)
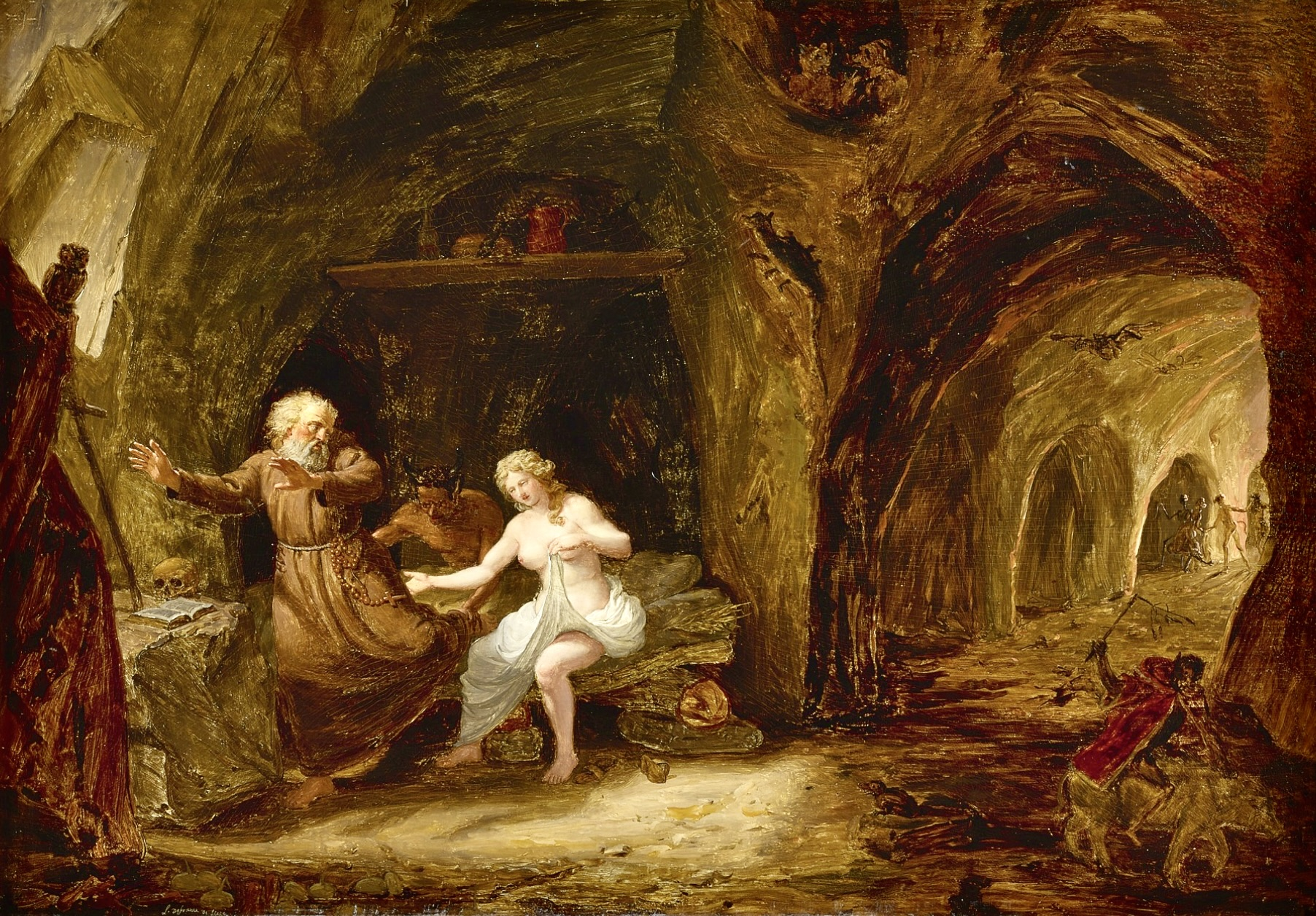
Искушение св. Антония
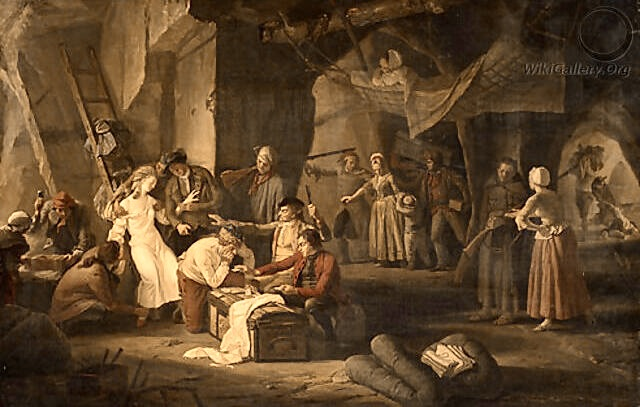
Разбойники делят добычу, 1786
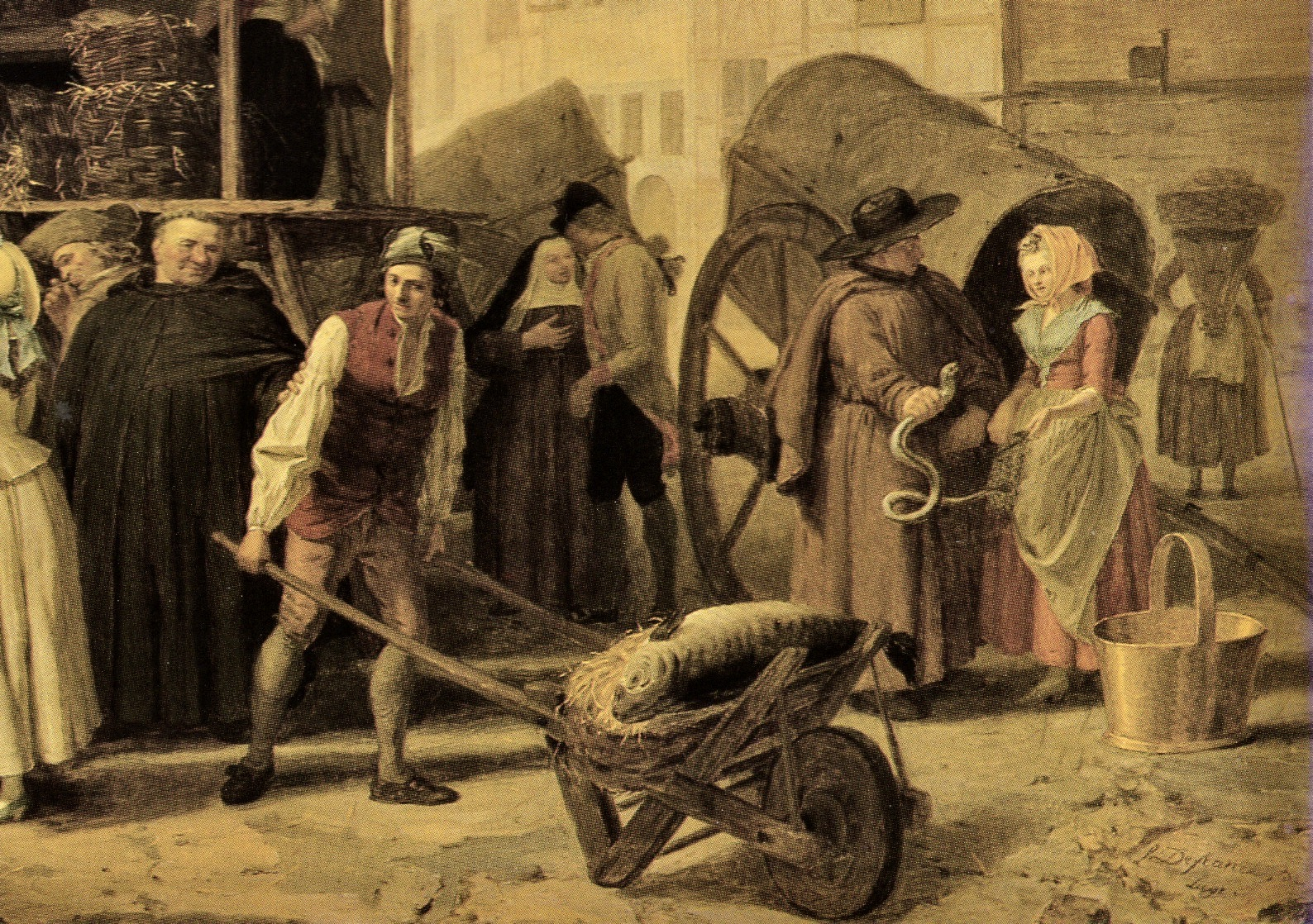
Рыбный рынок, (1786–1788)
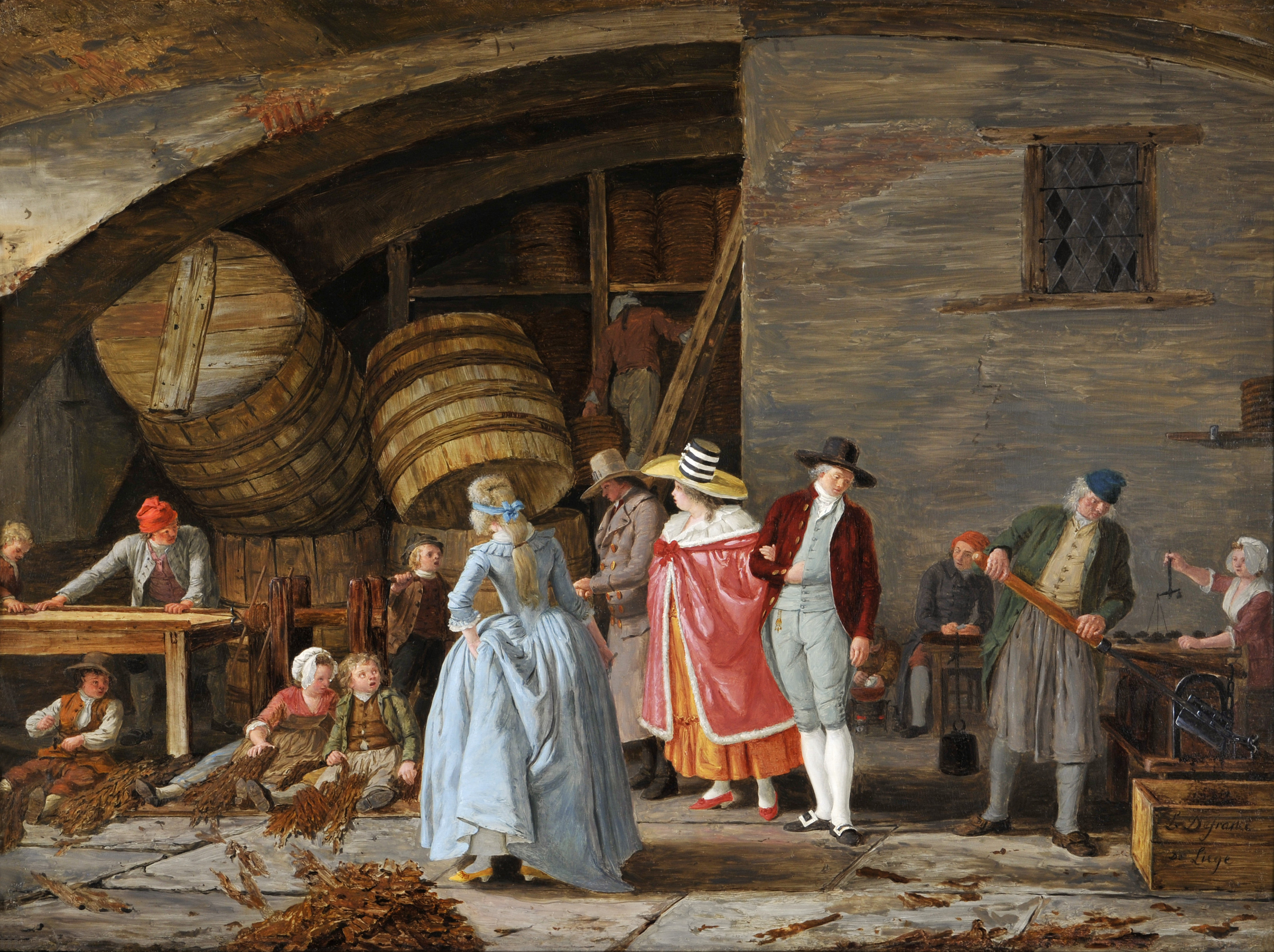
Табачная мануфактура, (1787/88)
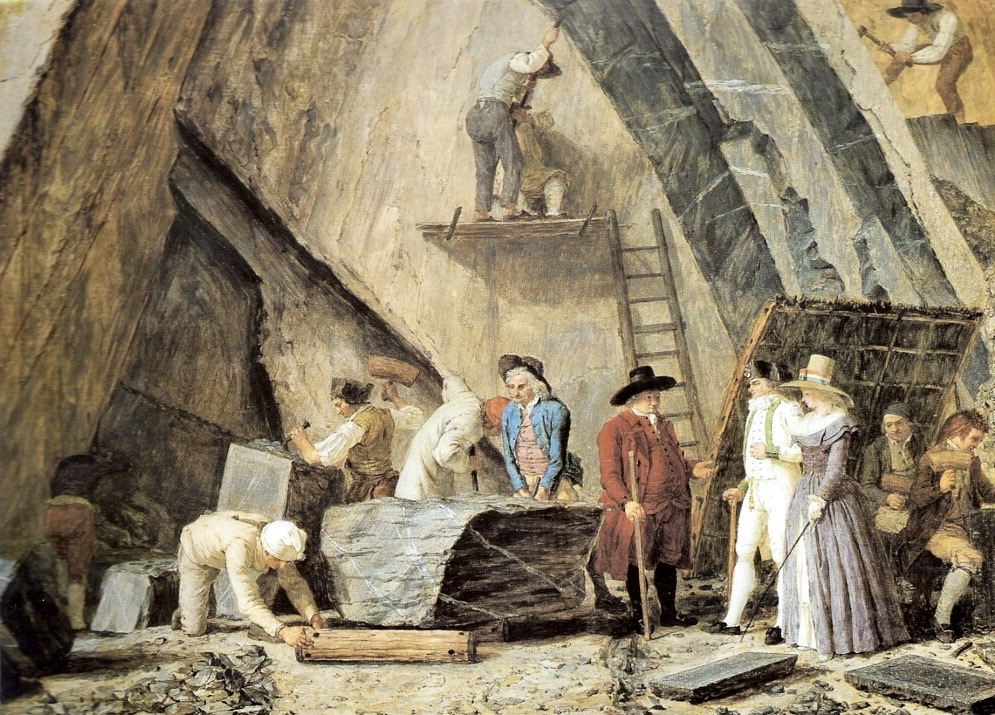
Мраморная каменоломня, (1791)
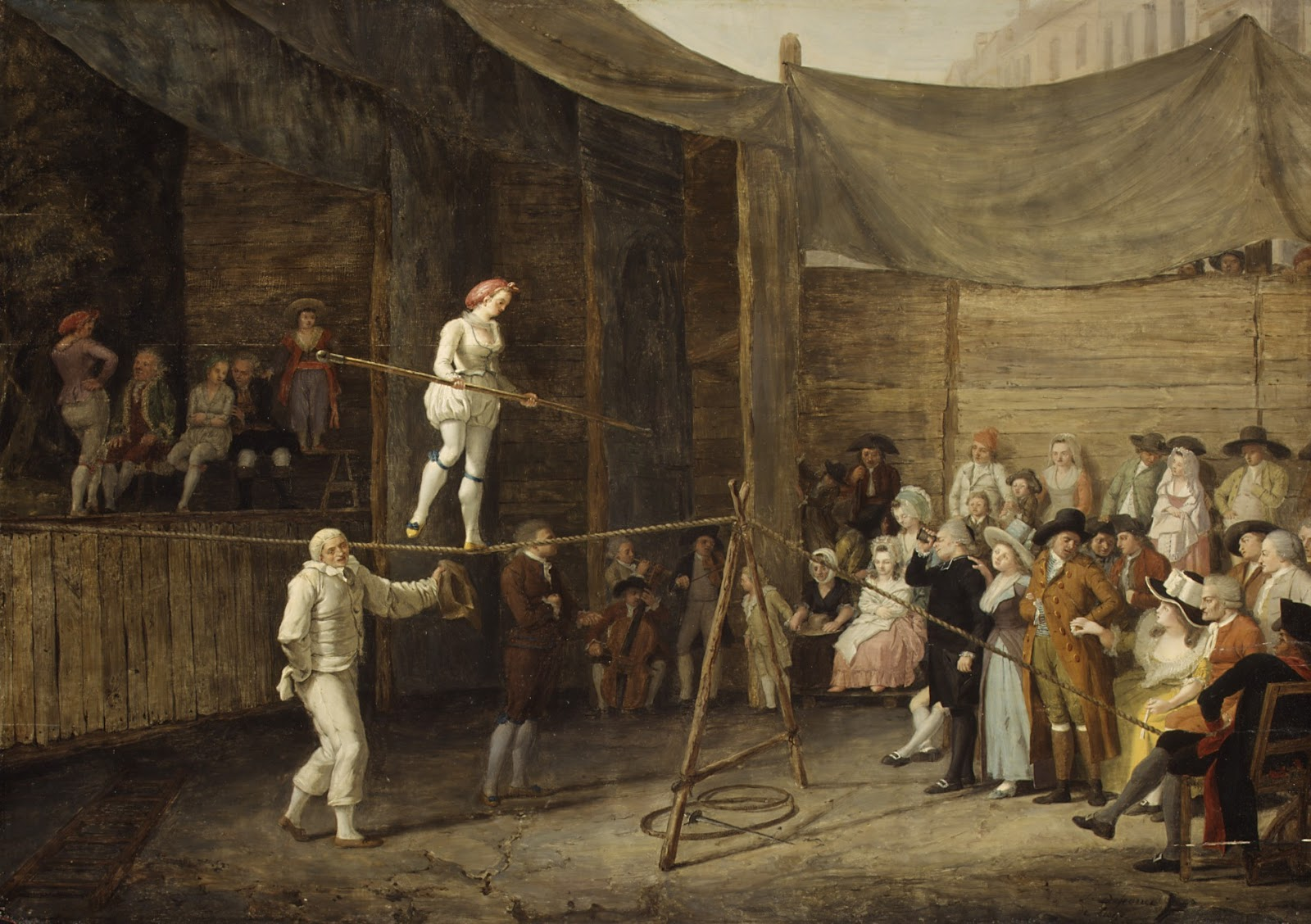
Канатные танцоры, (ок. 1785–1787)

## Сочинения
- Cri général du peuple liégeois. Vox populi, vox Dei. Urbain, Herve 1786.
- Les broyeurs de couleurs, leur métier et leurs maladies. Mémoire sur la question proposée par l’Académie Royale des Sciences de Paris (…) изд. v. Philippe Tomsin, Céfal, Liège 2005 (Ly Myreur des Histors 1), ISBN 2-87130-199-9.
- Autobiographie d’un peintre liégeois. (первый выпуск.) изд. v. Théodore Gobert. Cormaux, Liège 1906.
- Mémoires. Edition annotée. (Zweite Fassung.) Hrsg. v. Françoise Dehousse, Maurice Pauchen. Eugène Wahle, Liège 1980, ISBN 2-87011-066-9.

## Дополнения
- Daniel Droixhe: Un tableau de Léonard Defrance perdu et retrouvé. в: Culture, le magazine culturel en ligne de l’Université de Liège.
- Pierre-Yves Kairis: Le peintre Léonard Defrance dans sa première période liégeoise (1763—1773). RCF Liège, Version vom 17. Juli 2023.